# Claudia Schnurmann
Claudia Schnurmann (* 1. März 1957 in Mönchengladbach) ist eine deutsche Historikerin.
Claudia Schnurmann studierte an den Universitäten Köln und Göttingen die Fächer Mittlere und Neuere Geschichte, Germanistik und Kunstgeschichte. Sie wurde 1988 in Göttingen bei Hermann Wellenreuther über den Englandhandel der Kölner Kaufleute im 16. Jahrhundert promoviert. Im Jahr 1997 erfolgte ihre Habilitation ebenfalls in Göttingen mit einer Arbeit über Engländer und Niederländer im amerikanisch-atlantischen Raum von 1648 bis 1713. Die Universität Göttingen verlieh ihr die Venia legendi für Mittlere und Neuere Geschichte. Schnurmann war Gastprofessorin 2001/2002 und 2002/2003 am Moore Institute for Research in the Humanities and Social Studies National University of Ireland, Galway. Von 2003 bis 2023 lehrte sie als Professorin für nordamerikanische und atlantische Geschichte am Historischen Seminar der Universität Hamburg.
Schnurmann forscht über die Hamburgisch-amerikanischen Beziehungen im 18. und 19. Jahrhundert. Weitere Forschungstätigkeiten sind die Korrespondenz von Franz und Mathilde Lieber (1828–1871) sowie die Tagebücher von George Peterson Jenkins (1849–1897) und Francis A. Hester (1820–1899). In ihrer Habilitationsschrift hinterfragt sie unter anderem „die Vorstellung, die Niederländer seien in der zweiten Hälfte des 17. Jahrhunderts aus dem amerikanischen Raum verdrängt worden“. Sie legte 2014 eine Darstellung zum deutsch-amerikanischen Ehepaar Francis Lieber und Mathilde Lieber vor. Dazu trug sie insgesamt mehr als 11.000 Briefe aus unzähligen Archiven zusammen. Eine weitere Arbeit über das Ehepaar legte sie 2018 vor, bei der in der Korrespondenz die Liebe zwischen dem Ehepaar im Vordergrund der Betrachtung steht.
Im Jahr 2001 wurde sie für ihre Darstellung Atlantische Welten, Engländer und Niederländer im amerikanisch-atlantischen Raum 1648–1713 mit dem Foreign Language Book Prize der Organization of American Historians für das weltweit beste, nicht-englischsprachige Buch zur amerikanischen Geschichte 2000/2001 ausgezeichnet. Seit Oktober 2011 ist sie ordentliches Mitglied der Academia Europaea. Schnurmann ist Mitherausgeberin des Jahrbuchs für Europäische Überseegeschichte.
Sie war bis zu dessen Tod verheiratet mit Hermann Wellenreuther.

## Schriften (Auswahl)
- A Sea of Love. The Atlantic Correspondence of Francis and Mathilde Lieber, 1839–1845 (= Brill’s specials in modern history. Bd. 3). Brill, Leiden 2018, ISBN 978-90-04-34424-2.
- Brücken aus Papier. Atlantischer Wissenstransfer in dem Briefnetzwerk des deutsch-amerikanischen Ehepaars Francis und Mathilde Lieber, 1827–1872 (= Atlantic cultural studies. Bd. 11). Lit, Berlin u. a. 2014, ISBN 978-3-643-12678-8.
- Europa trifft Amerika. Zwei alte Welten bilden eine neue atlantische Welt, 1492–1783 (= Atlantic cultural studies. Bd. 7). Lit, Berlin u. a. 2009, ISBN 978-3-8258-1907-1 (Rezension).
- Vom Inselreich zur Weltmacht. Die Entwicklung des englischen Weltreiches vom Mittelalter bis ins 20. Jahrhundert. Kohlhammer, Stuttgart 2001, ISBN 3-17-016192-X (Rezension).
- Europa trifft Amerika. Atlantische Wirtschaft in der frühen Neuzeit 1492–1783 (= Fischer Taschenbuch. Bd. 60127). Fischer-Taschenbuch-Verlag, Frankfurt am Main 1998, ISBN 3-596-60127-4.
- Atlantische Welten. Engländer und Niederländer im amerikanisch-atlantischen Raum 1648–1713 (= Wirtschafts- und sozialhistorische Studien. Bd. 9). Böhlau, Köln u. a. 1998, ISBN 3-412-09898-1 (Zugleich: Göttingen, Universität, Habilitationsschrift, 1996).
- Kommerz und Klüngel. Der Englandhandel Kölner Kaufleute im 16. Jahrhundert (= Veröffentlichungen des Deutschen Historischen Instituts London. Bd. 27). Vandenhoeck & Ruprecht, Göttingen 1991, ISBN 3-525-36312-5 (Zugleich: Göttingen, Universität, Dissertation, 1988).